# Seenplatte und Hügelland südlich der Argen und Nonnenbachtal

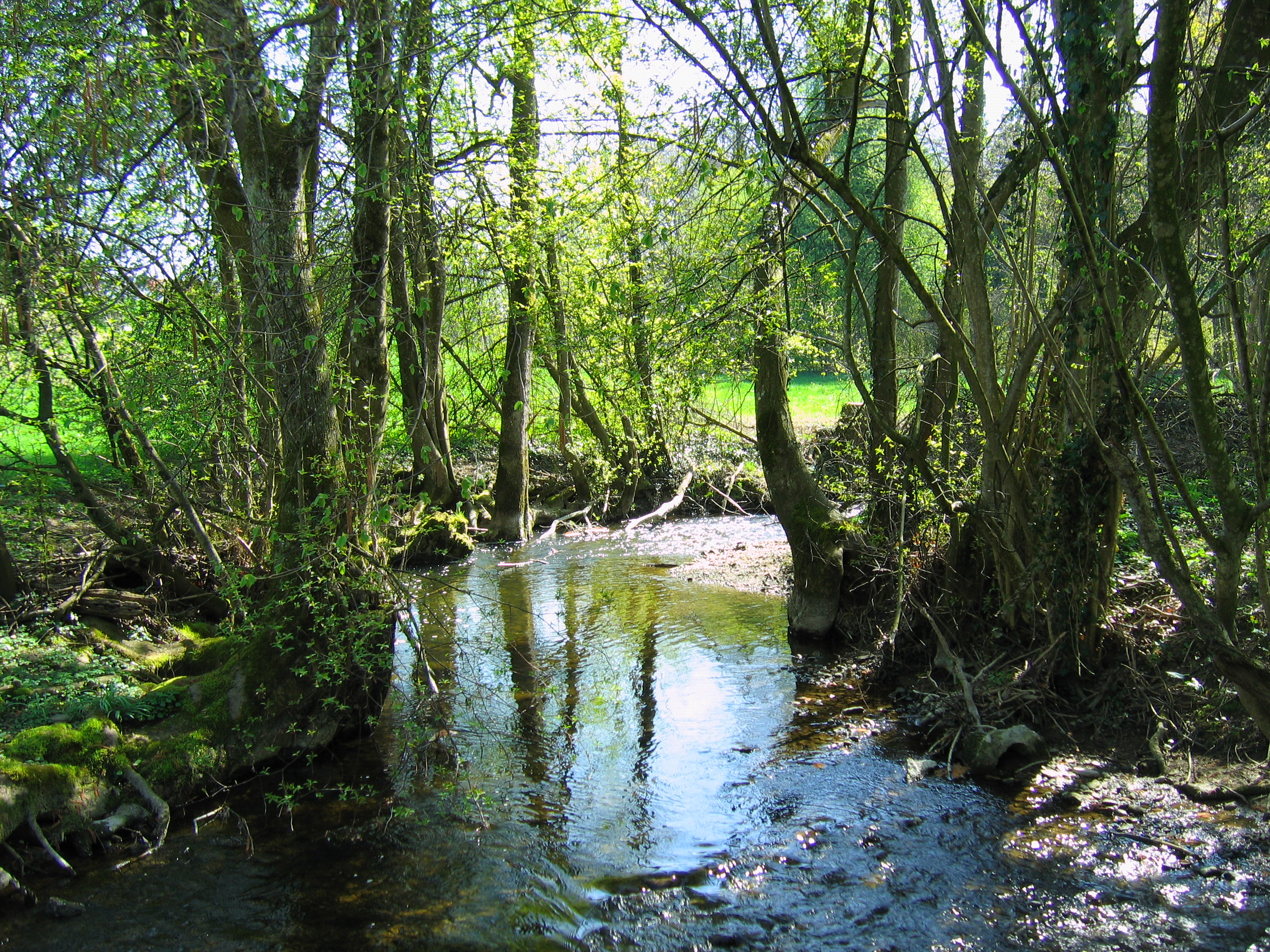
Nonnenbach, unterhalb der Nonnenbachschule in Kressbronn

Das Gebiet Seenplatte und Hügelland südlich der Argen und Nonnenbachtal ist ein mit Verordnung vom 19. Juni 1986 durch das Regierungspräsidium Tübingen ausgewiesenes Landschaftsschutzgebiet (LSG-Nummer 4.35.034) im Osten des baden-württembergischen Bodenseekreises in Deutschland.

## Lage
Das rund 937 Hektar (ha) große, aus zwei nicht zusammenhängenden Teilgebieten bestehende Schutzgebiet Seenplatte und Hügelland südlich der Argen und Nonnenbachtal gehört naturräumlich zum Bodenseebecken.

### Teilgebiet 1 – Seenplatte und Hügelland südlich der Argen
Im Osten und Süden bilden die Landesgrenze zu Bayern, die Landesstraße 2375 und die Straße um den Muttelsee die Grenze des Schutzgebiets. Im Uhrzeigersinn verläuft sie dann durch die zu Kressbronn am Bodensee gehörenden Weiler Riedensweiler, Kümmertsweiler, Wettis (zu Tettnang), Nitzenweiler, Atlashofen, Hüttmannsberg, Döllen und Berg bis zum Heiligenhof. Im Norden beschreiben die zu Tettnang gehörenden Weiler Unterwolfertsweiler, Gitzensteig, Rattenweiler, Hiltensweiler und Götzenweiler die Grenze des Teilgebiets.
Zentrale Punkte des Teilgebiets sind die gegen Ende der letzten Eiszeit vor etwa 15.000 Jahren als Schmelzwasserseen entstandenen Deger- (30 ha), Muttel- (8,2 ha), Schlein- (14,1 ha), und Wielandssee (2,5 ha) sowie der deutlich kleinere Kammerweiher.

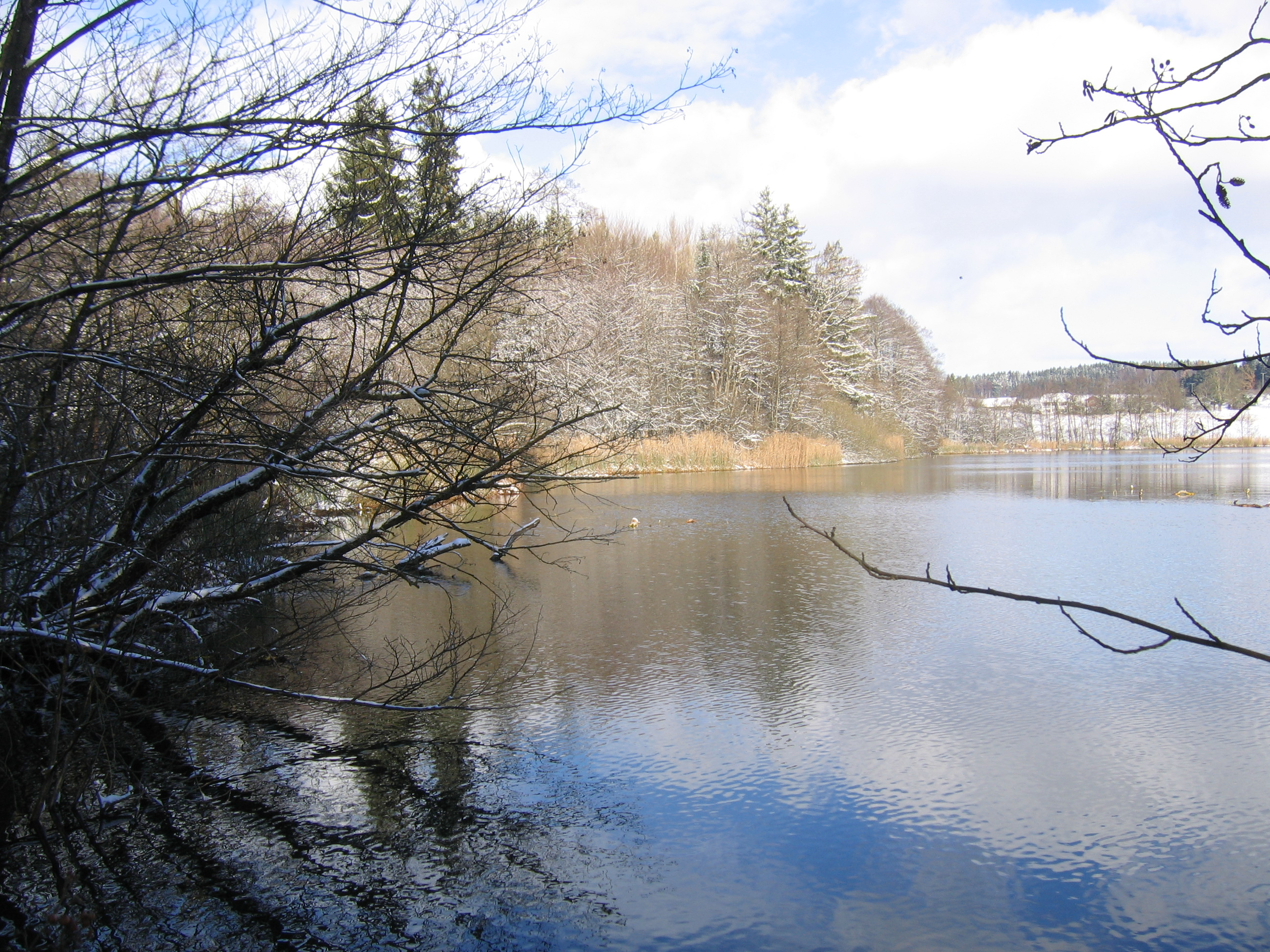
Degersee
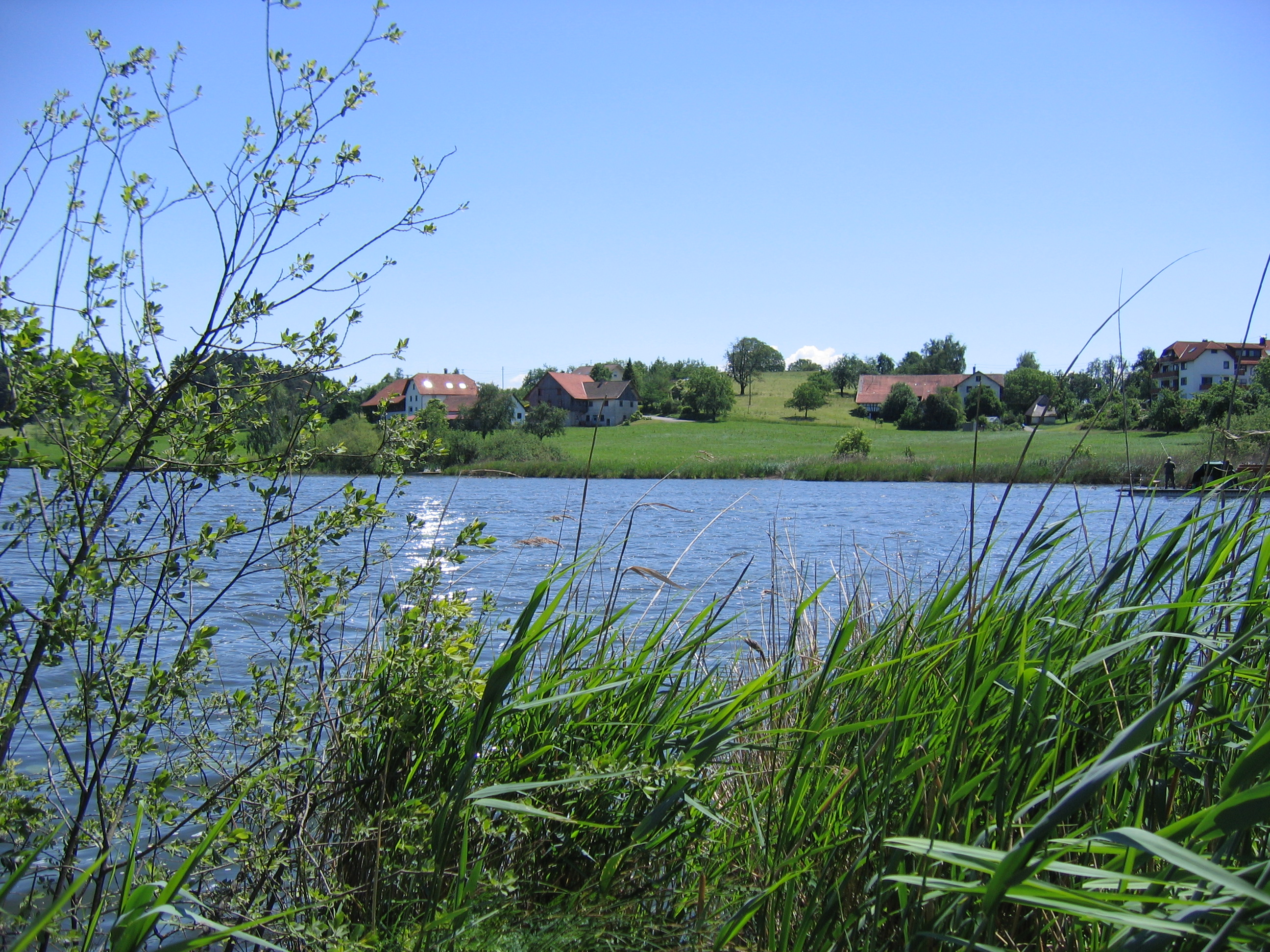
Muttelsee
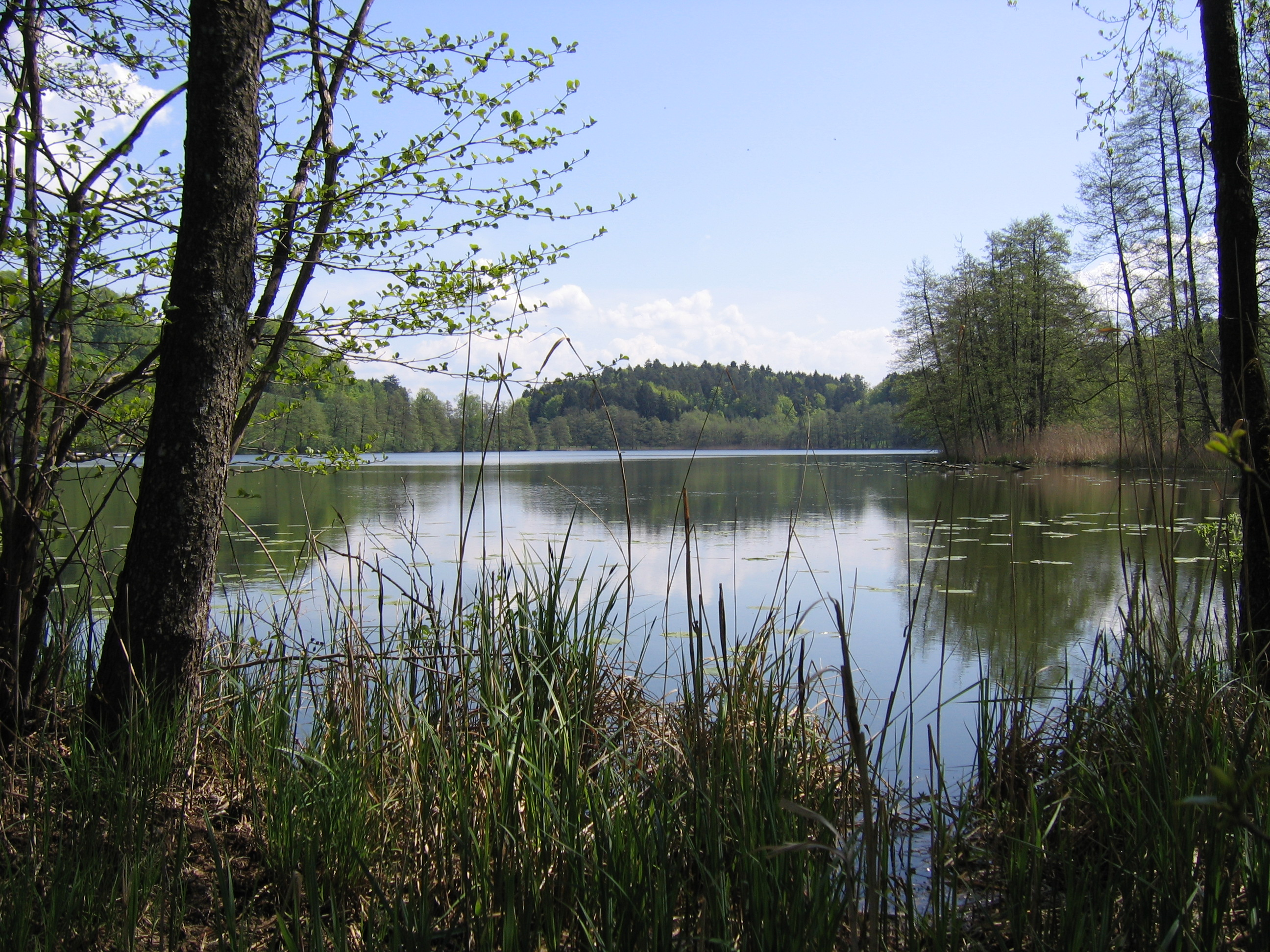
Schleinsee
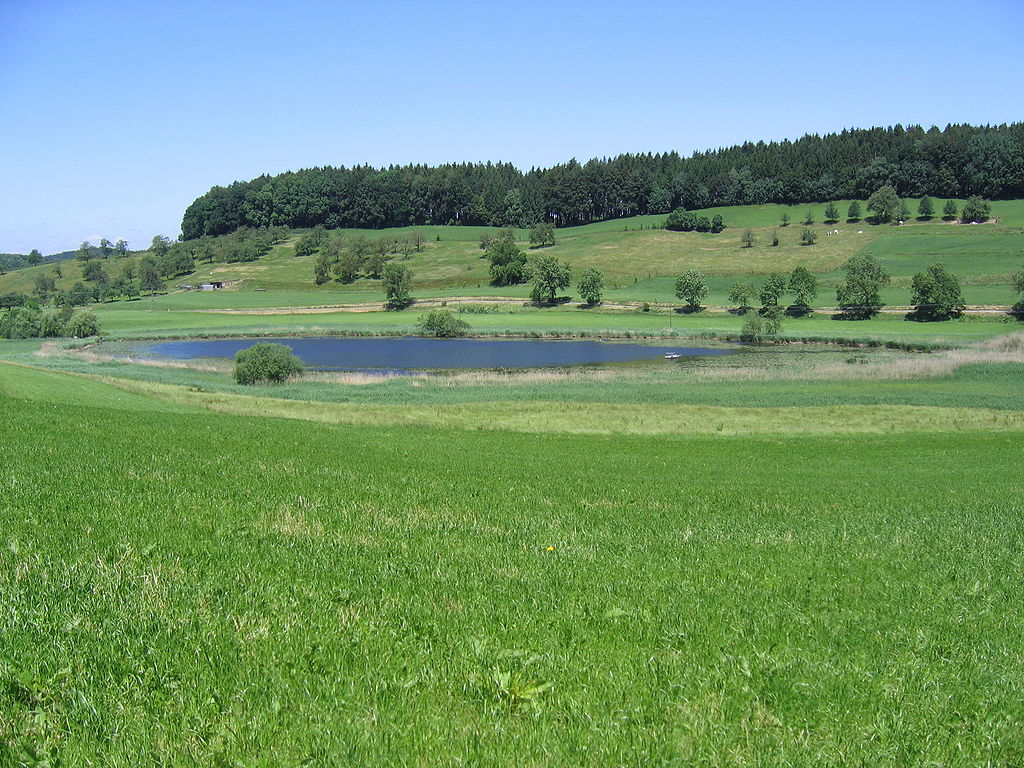
Wielandssee

### Teilgebiet 2 – Nonnenbachtal
Von der Ortsmitte Kressbronns verläuft die nördliche Grenze entlang des Nonnenbachtals durch die Weiler Mittel-, Obermühle, Arensweiler und Krummensteg bis zur bayerischen Landesgrenze. Diese bildet bis Selmnau die östliche Schutzgebietsgrenze. Von dort wird das Teilgebiet südlich des Nonnenbachs entlang des Kressbronner Ottenbergs bis zur Nonnenbachschule begrenzt.
Der Nonnenbach ist ein Zufluss des Bodensees, sein Name leitet sich ab vom altdeutschen Wort Ungenbach = Unkenbach.

## Schutzzweck
Wesentlicher Schutzzweck ist die Erhaltung der Schönheit und Eigenart der Kuppenlandschaft mit den eingelagerten Seen, Bachtälern und den bewaldeten Hügeln in ihrer landschaftlichen Vielfalt und den noch in großer Zahl vorhandenen naturnahen Biotopen (Feuchtgebiete und Halbtrockenrasen). Dieses Gebiet mit seiner abwechselnden landwirtschaftlichen Nutzung durch Wiesen-, Weiden-, Acker- und Obstbauflächen soll in seinem Erholungswert erhalten und gesichert werden.

### Flora und Fauna
Im NSG Nonnenbach beobachtete Pflanzen
- Sumpfdotterblume (Caltha palustris), aus der Familie der Hahnenfußgewächse

und Tiere
- Edelkrebs oder Europäischer Flusskrebs (Astacus astacus)[2] aus der Überfamilie der Flusskrebse
- Ringelnatter (Natrix natrix), eine Schlange aus der Familie der Nattern
- Wasseramsel (Cinclus cinclus), auch Eurasische Wasseramsel, die einzige Vertreterin der Familie der Wasseramseln

## Referenzen